# دهستان لک
دهستان لک نام دهستانی در بخش سریش‌آباد شهرستان قروه، استان کردستان در ایران است. براساس سرشماری مرکز آمار ایران در سال ۱۳۹۵، جمعیت آن ۳۹۶۱ نفر (۶۵۵ خانوار) بوده‌است.